# Perrytown
Perrytown est un village situé dans l’État américain de l'Arkansas, dans le comté de Hempstead.